# Tai-kadai sprog
Tai-kadai sprog er en almindelig anerkendt sprogfamilie i Sydøstasien og Syd-Kina.
De opstod nok i Syd-Kina: man ved at tai-sprogene, som fx thai og lao, udbredte sig i Sydøstasien i historiske tider. De er i dag familiens talrigeste medlemmer.
| Sprog | Spire Denne artikel om sprog er en spire som bør udbygges. Du er velkommen til at hjælpe Wikipedia ved at udvide den. |